# Все радостные места
«Все радостные места» (англ. All the Bright Places) — американская подростковая романтическая драма 2020 года, снятая Бреттом Хейли по сценарию Дженнифер Нивен и Элизабет Ханны на основе одноимённой новеллы Нивен. В главных ролях: Эль Фэннинг, Джастис Смит, Александра Шипп, Келли О’Хара, Ламар Джонсон, Вирджиния Гарднер, Феликс Маллард, София Хасмик, Киган-Майкл Кей, Люк Уилсон.
Релиз фильма состоялся на Netflix 28 февраля 2020 года.

## Сюжет
Теодор Финч и Вайолет Марки - двое несчастных подростков, живущих в маленьком городке в Индиане. Вайолет постепенно преодолевает чувство вины выжившего после смерти своей сестры, а Финч - одиночка, которого другие ученики называют фриком. Они встречаются на мосту, где девять месяцев назад в автокатастрофе погибла сестра Вайолет. Вайолет выжила в аварии и с тех пор не была в машине. Она понимает, что стоит на выступе моста в день, когда её сестре исполнилось бы девятнадцать. Финч, выйдя на пробежку, видит Вайолет на выступе и забирается к ней, отговаривая от возможного самоубийства.
Финч начинает работу с Вайолет для школьного проекта, цель которого состоит в совместном исследовании Индианы. Позже, дома, Финч находит Вайолет на Facebook, изучает информацию об автомобильной аварии её сестры, читает старые работы Вайолет и болтает с ней в сети. Финч и Вайолет путешествуют по Индиане, чтобы увидеть места, выбранные им для проекта. Вайолет отказывается ездить на машине, поэтому они едут на велосипеде к самой высокой точке Индианы. Однако, чтобы посетить миниатюрные американские горки, которые находятся слишком далеко, чтобы добраться до них на велосипеде, Вайолет соглашается сесть в машину Финча. Она возвращается к писательству впервые после смерти сестры. Финч помогает ей рассказать о своей сестре, чего больше никому не удавалось. Вайолет медленно начинает излечиваться. Двое влюбляются.
Однако поведение Финча становится более неустойчивым. Иногда он пропадает на несколько дней, при этом ни с кем не контактирует. Однажды, когда он и Вайолет плавают в Голубой дыре, Финч исчезает под водой. К тому времени, когда он снова выплывает, Вайолет сильно разволновалась. Она подталкивает Финча рассказать больше о себе, угрожая уйти, если он не согласится. Он рассказывает, что в детстве подвергался физическому насилию со стороны отца и что его мать отсутствует в его жизни.
Однажды Финч и Вайолет случайно гуляли всю ночь, чем расстроили родителей Вайолет. В тот день в школе Финч выходит из себя из-за бывшего парня Вайолет, Роумера, после того, как Роумер назвал его «фриком». Двое дерутся в холле. Вайолет прекращает драку и попадает в кабинет директора с другом Финча Чарли. Пока они разговаривают, Финч посещает групповое занятие в соседнем городе, это занятие рекомендовал школьный консультант Эмбри. Там он сталкивается с Амандой, подругой Вайолет, которая рассказывает группе о своей булимии и двух попытках самоубийства. Как только Вайолет покидает школу, она направляется в дом Финча. Поскольку тот всё ещё находится на собрании, Вайолет разговаривает с сестрой Финча, Кейт, которая затем уходит на работу. Пока она работает, в бар входит Финч и уговаривает её рассказать об их отце. Это заставляет сестру беспокоиться о Финче, хотя он её успокаивает. Финч уходит в свой дом, где его ждёт Вайолет. В его комнате она умоляет Финча открыться ей. Он кричит на Вайолет и говорит уйти.
Финч снова исчезает. Вайолет рассказывает своему отцу, как они познакомились с Финчем, и выражает обеспокоенность по поводу его последнего исчезновения. Тот предлагает ей проверить места, которые они посетили вместе. Вайолет едет в Голубую дыру, где находит одежду и телефон Финча, и правильно делает вывод, что он утонул. Некоторое время спустя она присутствует на похоронах Финча.
Оправляясь от самоубийства Финча, Вайолет находит карту, которую они использовали для путешествия по Индиане, и замечает отмеченным красным последнее место, которое они должны были посетить вместе. Это Молитвенная часовня путешественников, место отдыха путешественников и место исцеления скорбящих. Вайолет находит подпись Финча в гостевой книге.
Так как Финча не стало, Вайолет должна представить свой школьный проект в одиночку. Она читает вслух свою работу об уроках, которые ей преподал Финч. В последней сцене Вайолет плавает одна в Голубой дыре.

## В ролях
- Джастис Смит — Теодор Финч
- Эль Фэннинг — Вайолет Марки
- Александра Шипп — Кейт Финч
- Келли О’Хара — Шерил Марки
- Ламар Джонсон — Чарли
- Вирджиния Гарднер — Аманда
- Феликс Маллард — Румер
- София Хасмик — Бренда
- Киган-Майкл Кей — Ричард Эмбри
- Люк Уилсон — Джеймс Марки

## Производство
В октябре 2018 года Александра Шипп, Киган-Майкл Кей, Люк Уилсон, Келли О’Хара, Вирджиния Гарднер, Феликс Маллард, Ламар Джонсон и София Хасмик присоединились к актёрскому составу фильма, а Netflix выступил в качестве дистрибьютора. Съёмочный период начался 4 октября 2018 года в Элирии, Огайо.

## Релиз
Фильм был выпущен 28 февраля 2020 года.